# Bologna Football Club 1965-1966
Questa voce raccoglie le informazioni riguardanti il Bologna Football Club nelle competizioni ufficiali della stagione 1965-1966.

## Stagione
Nella stagione 1965-1966 il Bologna disputa il campionato di Serie A si classifica al secondo posto dietro all'Inter. Con dodici reti a testa il tedesco Helmut Haller ed il danese Harald Nielsen sono i migliori realizzatori di stagione dei rossoblù. In Coppa Italia i felsinei sono eliminati dal Modena al primo turno.

## Divise
| Casa | Trasferta | Portiere |

## Rosa
| N. |                   | Ruolo | Calciatore        |
| -- | ----------------- | ----- | ----------------- |
|    | Italia (bandiera) | P     | William Negri     |
|    | Italia (bandiera) | P     | Giuseppe Spalazzi |
|    | Italia (bandiera) | P     | Rino Rado         |
|    | Italia (bandiera) | D     | Manlio Muccini    |
|    | Italia (bandiera) | D     | Mirko Pavinato    |
|    | Italia (bandiera) | D     | Tazio Roversi     |
|    | Italia (bandiera) | D     | Romano Micelli    |
|    | Italia (bandiera) | D     | Francesco Janich  |
|    | Italia (bandiera) | D     | Carlo Furlanis    |
|    | Italia (bandiera) | C     | Paride Tumburus   |
|    | Italia (bandiera) | C     | Romano Fogli      |

| N. |                           | Ruolo | Calciatore                    |
| -- | ------------------------- | ----- | ----------------------------- |
|    | Italia (bandiera)         | C     | Giacomo Bulgarelli (capitano) |
|    | Germania Ovest (bandiera) | C     | Helmut Haller                 |
|    | Italia (bandiera)         | C     | Marino Perani                 |
|    | Italia (bandiera)         | C     | Mario Fara                    |
|    | Italia (bandiera)         | C     | Marcello Tentorio             |
|    | Italia (bandiera)         | C     | Faustino Turra                |
|    | Italia (bandiera)         | C     | Giovanni Vastola              |
|    | Danimarca (bandiera)      | A     | Harald Nielsen                |
|    | Italia (bandiera)         | A     | Luciano Paganini              |
|    | Italia (bandiera)         | A     | Mauro Pasqualini              |
|    | Italia (bandiera)         | A     | Ezio Pascutti                 |

## Calciomercato
| Acquisti | Acquisti         | Acquisti         | Acquisti      |
| R.       | Nome             | da               | Modalità      |
| -------- | ---------------- | ---------------- | ------------- |
| D        | Romano Micelli   | Foggia & Incedit | definitivo    |
| C        | Giovanni Vastola | L.R. Vicenza     | definitivo    |
| A        | Bruno Pace       | Prato            | fine prestito |

| Cessioni | Cessioni         | Cessioni         | Cessioni   |
| R.       | Nome             | a                | Modalità   |
| -------- | ---------------- | ---------------- | ---------- |
| D        | Bruno Capra      | Foggia & Incedit | definitivo |
| D        | Maurizio Magagni | Progresso        | definitivo |
| C        | Mario Maraschi   | L.R. Vicenza     | definitivo |
| C        | Roberto Quadalti | Baracca Lugo     | definitivo |
| A        | Gianni Bui       | Catanzaro        | definitivo |
| A        | Sidio Corradi    | L.R. Vicenza     | definitivo |
| A        | Bruno Pace       | Padova           | prestito   |

## Risultati

### Serie A

#### Girone di andata
| Arbitro: | Pieroni (Roma) |

|            |           |  |
| Haller 19’ | Marcatori |  |

| Arbitro: | Lo Bello (Siracusa) |

|                |           |                                                   |
| Boninsegna 72’ | Marcatori | 12’ Vastola 33’ Nielsen 59’ Bulgarelli 85’ Haller |

| Arbitro: | Bernardis (Trieste) |

|                        |           |  |
| Capra 51’ Lazzotti 60’ | Marcatori |  |

| Arbitro: | De Marchi (Pordenone) |

|  |           |              |
|  | Marcatori | 16’ Altafini |

| Arbitro: | Righi (Milano) |

|           |           |             |
| Bartù 67’ | Marcatori | 83’ Vastola |

| Arbitro: | Varazzani (Parma) |

|             |           |                             |
| Vastola 24’ | Marcatori | 32’, 62’ Muzzio 33’ Bagnoli |

| Arbitro: | Angonese (Mestre) |

|  |           |                        |
|  | Marcatori | 47’ Micelli 73’ Haller |

| Arbitro: | Pieroni (Roma) |

|            |           |              |
| Artico 24’ | Marcatori | 68’ Pascutti |

| Arbitro: | Campanati (Milano) |

|                                     |           |                   |
| Haller 14’ Pascutti 54’ Nielsen 87’ | Marcatori | 83’ (aut.) Janich |

| Arbitro: | Monti (Ancona) |

|                                        |           |                   |
| Nielsen 5’ Bulgarelli 80’ Pascutti 83’ | Marcatori | 68’, 74’ Brugnera |

| Arbitro: | Gonella (Torino) |

|                                            |           |             |
| Nova 22’ (rig.) 70’ (rig.) Danova 75’, 90’ | Marcatori | 41’ Nielsen |

| Arbitro: | Lo Bello (Siracusa) |

|                                                |           |            |
| Pascutti 24’ Perani 34’ Nielsen 61’ Haller 73’ | Marcatori | 80’ Rivera |

| Arbitro: | Sbardella (Roma) |

|                        |           |                                                 |
| Orlando 24’ Meroni 89’ | Marcatori | 31’ Furlanis 42’ Micelli 57’ Nielsen 67’ Haller |

| Milano 26 dicembre 1965 14ª giornata | Inter          | 0 – 0 | Bologna | Stadio San Siro\| Arbitro: \| Monti (Ancona) \| |
| Arbitro:                             | Monti (Ancona) |       |         |                                                 |

| Arbitro: | Pieroni (Roma) |

|                 |           |              |
| Perani 25’, 74’ | Marcatori | 13’ De Paoli |

| Arbitro: | Campanati (Milano) |

|  |           |               |
|  | Marcatori | 18’ Cinesinho |

| Arbitro: | Lo Bello (Siracusa) |

|            |           |             |
| Tiberi 38’ | Marcatori | 83’ Nielsen |

#### Girone di ritorno
| Arbitro: | Sbardella (Roma) |

|          |           |                                   |
| Riva 24’ | Marcatori | 20’ Fogli 60’ Micelli 85’ Nielsen |

| Arbitro: | Politano (Cuneo) |

|                                              |           |            |
| Pascutti 38’ Nielsen 67’ Magnaghi 85’ (aut.) | Marcatori | 6’ Bagatti |

| Arbitro: | Angonese (Mestre) |

|            |           |             |
| Perani 55’ | Marcatori | 66’ Micheli |

| Arbitro: | Monti (Ancona) |

|          |           |             |
| Cané 46’ | Marcatori | 28’ Nielsen |

| Arbitro: | De Marchi (Pordenone) |

|                                          |           |             |
| Perani 10’ Vastola 32’ Haller 81’ (rig.) | Marcatori | 78’ Gasperi |

| Arbitro: | Sbardella (Roma) |

|  |           |                             |
|  | Marcatori | 65’, 85’ Haller 86’ Vastola |

| Arbitro: | De Robbio (Torre Annunziata) |

|                        |           |           |
| Perani 13’ Nielsen 70’ | Marcatori | 48’ Salvi |

| Arbitro: | Politano (Cuneo) |

|                 |           |  |
| Vastola 8’, 67’ | Marcatori |  |

| Arbitro: | De Marchi (Pordenone) |

|                                     |           |             |
| Spanio 26’ Leonardi 30’ Barison 52’ | Marcatori | 82’ Nielsen |

| Arbitro: | Monti (Ancona) |

|             |           |                                     |
| Morrone 43’ | Marcatori | 34’ Vastola 63’ Haller 70’ Paganini |

| Arbitro: | Pieroni (Roma) |

|                        |           |  |
| Pascutti 50’, 57’, 79’ | Marcatori |  |

| Arbitro: | Bernardis (Trieste) |

|             |           |              |
| Sormani 49’ | Marcatori | 47’ Pascutti |

| Arbitro: | Pieroni (Roma) |

|                        |           |  |
| Haller 28’ Vastola 67’ | Marcatori |  |

| Arbitro: | Lo Bello (Siracusa) |

|                         |           |           |
| Pascutti 23’ Perani 28’ | Marcatori | 16’ Bedin |

| Arbitro: | Sbardella (Roma) |

|  |           |            |
|  | Marcatori | 26’ Haller |

| Torino 15 maggio 1966 33ª giornata | Juventus       | 0 – 0 | Bologna | Stadio Olimpico\| Arbitro: \| Monti (Ancona) \| |
| Arbitro:                           | Monti (Ancona) |       |         |                                                 |

| Arbitro: | Politano (Cuneo) |

|            |           |                                    |
| Perani 21’ | Marcatori | 37’ (rig.) 49’, 60’ (rig.) Vinicio |

### Coppa Italia
| Arbitro: | Bernardis (Trieste) |

|             |           |  |
| Rognoni 55’ | Marcatori |  |

## Statistiche

### Statistiche di squadra
| Competizione | Punti | In casa | In casa | In casa | In casa | In casa | In casa | In trasferta | In trasferta | In trasferta | In trasferta | In trasferta | In trasferta | Totale | Totale | Totale | Totale | Totale | Totale | DR  |
| Competizione | Punti | G       | V       | N       | P       | Gf      | Gs      | G            | V            | N            | P            | Gf           | Gs           | G      | V      | N      | P      | Gf     | Gs     | DR  |
| ------------ | ----- | ------- | ------- | ------- | ------- | ------- | ------- | ------------ | ------------ | ------------ | ------------ | ------------ | ------------ | ------ | ------ | ------ | ------ | ------ | ------ | --- |
| Serie A      | 46    | 17      | 12      | 1       | 4       | 33      | 18      | 17           | 7            | 7            | 3            | 27           | 19           | 34     | 19     | 8      | 7      | 60     | 37     | +23 |
| Coppa Italia | -     | -       | -       | -       | -       | -       | -       | 1            | 0            | 0            | 1            | 0            | 1            | 1      | 0      | 0      | 1      | 0      | 1      | -1  |
| Totale       | -     | 17      | 12      | 1       | 4       | 33      | 18      | 18           | 7            | 7            | 4            | 27           | 20           | 35     | 19     | 8      | 8      | 60     | 38     | +22 |

### Statistiche dei giocatori
In campionato si aggiunga una autorete a favore.
| Giocatore     | Serie A  | Serie A | Coppa Italia | Coppa Italia | Totale   | Totale |
| Giocatore     | Presenze | Reti    | Presenze     | Reti         | Presenze | Reti   |
| ------------- | -------- | ------- | ------------ | ------------ | -------- | ------ |
| W. Negri      | 20       | -20     | ?            | ?            | 20+      | -20+   |
| G. Spalazzi   | 15       | -17     | ?            | ?            | 15+      | -17+   |
| R. Rado       | 0        | 0       | ?            | ?            | 0+       | 0+     |
| M. Muccini    | 11       | 0       | ?            | ?            | 11+      | 0+     |
| M. Pavinato   | 3        | 0       | ?            | ?            | 3+       | 0+     |
| T. Roversi    | 5        | 0       | ?            | ?            | 5+       | 0+     |
| R. Micelli    | 28       | 3       | ?            | ?            | 28+      | 3+     |
| F. Janich     | 34       | 0       | ?            | ?            | 34+      | 0+     |
| C. Furlanis   | 28       | 1       | ?            | ?            | 28+      | 1+     |
| P. Tumburus   | 28       | 0       | ?            | ?            | 28+      | 0+     |
| R. Fogli      | 27       | 1       | ?            | ?            | 27+      | 1+     |
| G. Bulgarelli | 29       | 2       | ?            | ?            | 29+      | 2+     |
| H. Haller     | 31       | 12      | ?            | ?            | 31+      | 12+    |
| M. Perani     | 25       | 8       | ?            | ?            | 25+      | 8+     |
| M. Fara       | 5        | 0       | ?            | ?            | 5+       | 0+     |
| M. Tentorio   | 0        | 0       | ?            | ?            | 0+       | 0+     |
| F. Turra      | 16       | 0       | ?            | ?            | 16+      | 0+     |
| G. Vastola    | 18       | 9       | ?            | ?            | 18+      | 9+     |
| H. Nielsen    | 29       | 12      | ?            | ?            | 29+      | 12+    |
| L. Paganini   | 1        | 1       | ?            | ?            | 1+       | 1+     |
| M. Pasqualini | 0        | 0       | ?            | ?            | 0+       | 0+     |
| E. Pascutti   | 22       | 10      | ?            | ?            | 22+      | 10+    |